# Magyar Lapkiadók Egyesülete
A Magyar Lapkiadók Egyesülete  a lapkiadói tevékenység közös érdekeinek előmozdítására a tagok érdekeinek egyeztetésére, azok képviseletére önkéntes alapon az 1989. évi II. tv. alapján megalapított országos jellegű egyesület.  Működését egyesület 1990. január 1. napjával kezdte meg.

## Feladatai
"Az Egyesület a lapkiadást folytató vállalkozások közös gazdasági érdekeit egyezteti és képviseli a kormánnyal, a politikai intézményekkel, a pártokkal, a gazdálkodó üzletfelekkel szemben. Célja a nyomtatott sajtó előnyeinek markáns képviselete médiapiac minden szereplője irányában, az egyesület tagjainak hazai és nemzetközi tapasztalatainak felhasználásával.
Az Egyesület az írott sajtót képviselő vállalkozások közös gazdasági érdekeit egyezteti és képviseli a kormány, a politikai intézmények, a pártok, és a gazdálkodó üzletfelek felé. Célja az írott sajtó előnyeinek markáns képviselete médiapiac minden szereplője irányában, az egyesület tagjainak hazai és nemzetközi tapasztalatainak felhasználásával. Szorgalmazza a korrekt üzleti magatartás elterjedését, népszerűsíti az élenjáró üzleti megoldásokat, erősíti az etikus magatartást mind a kiadói, mind az újságírói szférában, fejleszti, erősíti a lapkiadói iparág tekintélyét."
Az Egyesület a tagok képviselete és érdekvédelme mellett kialakítja a szakmára vonatkozó állásfoglalásokat és javaslatokat. A szakmára vonatkozó állásfoglalások és javaslatok kialakítása mellett, a Közgyűlés állásfoglalásának megfelelően, az Elnökség előterjesztése alapján elfogadja a nyomtatott és online sajtótermékekre, valamint e körben a médiatartalom-szolgáltatóra vonatkozó önszabályozási modell alapelveit a társszabályozási modell alapelveit, illetve a kapcsolódó szerződést.
A Közgyűlés állásfoglalása alapján elvégzi a tagok szakembereinek speciális szakmai képzését, továbbképzését, rendezvények szervezését. Az Egyesület Felnőtt képző Intézetet alapított és tart fenn az olvasásra nevelési program fejlesztése érdekében, amely pedagógus továbbképzéssel és egyéb, a kiadók, a tagok számára fontos szakmai képzéssel foglalkozik akkreditált formában. A Közgyűlés /Elnökség/ felhatalmazása alapján saját kezdeményezésre, illetve tagi megbízás ellentételeként díjazásért szolgáltatásokat végez. A tagok számára olyan költségcsökkentő szolgáltatásokat nyújt, amivel támogatja, segíti a tagok hatékonyabb munkáját. Az egyesület infrastrukturális hátteret biztosít a tagok felső-vezetői részére, amelynek segítségével növelhető az egyesületi működés hatékonysága.
Külföldi partnerszervezeteivel kapcsolatokat szervez és tart fenn, a külföldi tapasztalatokat megismerteti, és azok hazai hasznosításában közreműködik.
Tagjai részére szakmai találkozókat szervez. Az egyesület tagjai számára megteremti a szervezeti kereteket (ld. Munkabizottságok) a szabadabb kommunikáció és a tagok közti tapasztalat-csere biztosítására.
Fellép a tagok gazdasági, üzleti érdekeinek képviseletében más gazdasági szereplők irányába.
Szorgalmazza a korrekt üzleti magatartás elterjedését, népszerűsíti az élenjáró üzleti megoldásokat, erősíti az etikus magatartást mind a kiadói, mind az újságírói szférában, fejleszti, erősíti a lapkiadói iparág tekintélyét.

## Vezetősége

### Elnök: Kovács Tibor
Kovács Tibor 1991-ben végzett a Pannon Agrártudományi Egyetemen, majd 1996-ban személyügyi szervező szakos diplomát kapott a Budapesti Közgazdaságtudományi Egyetemen. Munkája mellett tanulmányokat folytatott a bécsi MedienHaus szervezésében egy nemzetközi média innovációs mesterképzésen.
Pályafutását kommunikációs trénerként kezdte, majd a munkaügyi szervezetben közgazdasági elemzőként dolgozott, majd 1997-ben Munkaügyi Minisztériumi feladatait cserélte fel a Pécsi Vízmű Rt. humánpolitikai vezetői pozíciójára. Azt követően egy zöldmezős beruházást HR igazgatói feladatait végezte a Clarion (japán elektronikai cég) magyarországi leányvállalatánál.
1999-től a Ringier Kiadó Kft. humánpolitikai és vállalati kommunikációs igazgatója, ezt követően a Rinigier Kiadó Kft.-n belül 2004-től a Nemzeti Sport és a Mai Nap lapigazgatója, 2005-től pedig a Blikk-csoporttal kiegészítve a teljes napilap üzletág igazgatója volt.
A Ringier, mint tulajdonos jelöltjeként 2003-tól 2007-ig a Népszabadság Zrt. felügyelőbizottságának tagja, 2007-2010 között pedig a vállalat vezérigazgatója és igazgatóságának elnöke volt. 2007-től a 2012-ig a MédiaLOG igazgatóságának tagja. 2010-től a Ringier svájci anyavállalatánál HR- és szervezet-fejlesztési tanácsadójaként tevékenykedik. Majd 2013-tól a Lapcom Kiadó Zrt. HR- és szervezet-fejlesztési igazgatója. 2018 szeptemberétől a Lapcom Zrt. vezérigazgatója 2019 májusáig, amikor is bejelentette, hogy elfogadta a Ringier Axel Springer Kft. ügyvezető igazgatói pozícióját a harminc év után nyugdíjba vonuló Dr. Bayer József utódjaként.
A Magyar Lapkiadók Egyesület elnökségének 2006-óta tagja, az elnöki posztját 2011. februárja óta tölti be. 2007-től a Lapkiadók Világszövetségének (WAN-IFRA) elnökségi tagja, emellett 2014-től a Magyar Terjesztés-ellenőrző Szövetség elnöke.

## Az elnökség tagjai
- Bulyáki Iván (Mediaworks Hungary Zrt.)
- Fári István (Galenus Gyógyszerészeti Lap- és Könyvkiadó Kft.)
- Kardos Gábor (Magyar Jeti Zrt.)
- Kárpáti Márton (Van Másik Kft.)
- Lipták Tímea (Central Médiacsoport Zrt.)
- Óhidi Zsuzsanna (Marquard Media Magyarország Kft.)
- Simon Krisztián (MédiaHírek Kft.)
- Szauer Péter (HVG Kiadó Zrt.)

### Főtitkár: Havas Katalin
A Budapesti Közgazdaságtudományi Egyetemet követően pályafutását a Nemzeti Fejlesztési Hivatalban kezdte, ahol a sajtóval való szakmai kapcsolattartás volt alapvető feladata. 2005 óta a Magyar Lapkiadók Egyesülete főtitkára, 2008 óta a Repropress Magyar Lapkiadók Reprográfiai Szövetsége főtitkára. Feladata az Egyesület operatív munkájának irányítása, működésének biztosítása. 2014-ben az ELTE Állam- és Jogtudományi Kar, posztgraduális szakán jogi szakokleveles közgazda diplomát szerzett.

## Olvasásra nevelés
A Magyar Lapkiadók Egyesülete 2005 óta saját erőből működteti, országosan több mint száz középiskolát, és félévente mintegy 40.000 diákot elérő olvasásra nevelési programját. A világ számos országában folynak a lapolvasást megkedveltető, a lapolvasásra rászoktató programok. Ezen programok eredményei magukért beszélnek. Az olvasási készség szerzett képesség, amelyet az oktatási rendszeren keresztül kell kialakítani. Az olvasásra nevelés össztársadalmi érdek: a fiatalok kritikus gondolkodási képességét, ismeretszerzési készségeinek javítását szolgálja.  A Magyar Lapkiadók Egyesülete fontosnak tartja és ezért támogatja az olvasásra neveléssel, kiemelten a lapolvasásra neveléssel kapcsolatos tevékenységeket és ennek érdekében évek óta támogatja és koordinálja a Hírlapot a diákoknak (HÍD) elnevezésű programot. Fenti célok megvalósításához a Magyar Lapkiadók Egyesülete 2005-ben kísérleti jelleggel olvasásra nevelési programot indított el. A kísérleti program sikert aratott a tagvállalatok körében, és az évek során mind több kiadó egyre több kiadványával csatlakozott a programhoz.
Ma nagyjából 30 kiadó 50 lapféleséggel, összesen 157.000 példányban van jelen a programba jelentkező középiskolák életében félévente. 2007-ben az egyesület létrehozta önálló Felnőttképző Intézetét, és 2008-ban „A sajtó és nyilvánosság” címmel önálló érettségi tantárgyat akkreditáltatott. Emellett 120 órás és 30 órás akkreditált pedagógus-továbbképzési programot indított.
Az MLE a programhoz oktatási segédanyagot és térítésmentesen újságot biztosít. Szakmai támogatást a tananyag, valamint állandó HÍD szakértő alkalmazása biztosít. Stabil partnerhálózat is segíti  munkánkat, a Lapker, a MédiaLOG és a Magyar Posta ellenszolgáltatás nélkül szállítja a lapokat az iskolákba. Olvasásraneveles.hu címmel szakmai portálunk működik.

## Társszabályozás
Az MLE Médiatörvény (Mttv.) szerinti társszabályozói tevékenysége keretében a Magatartási Kódex hatálya alá tartozó médiatartalom-szolgáltatások szerkesztőségi tartalmait vizsgálja meg kérelem esetén. Kérjük, hogy a kérelem benyújtását megelőzően figyelmesen tanulmányozza át a Magatartási Kódexünket és az abban foglalt eljárásrendeket.
A társszabályozás keretében az alábbi szerkesztett tartalmakkal kapcsolatos kérelmeket vizsgáljuk a Magatartási Kódex alapján:
cikkek és képek nyomtatott vagy online formátumban
audiovizuális anyagok újságok és folyóiratok honlapján

## Külső hivatkozások
- Az MLE honlapja: http://mle.org.hu
- Olvasásra nevelés: http://www.olvasasraneveles.hu